# Polnische Eishockeyliga 1984/85
Die Saison 1984/85 war die 50. Spielzeit der polnischen Eishockeyliga, der höchsten polnischen Eishockeyspielklasse. Meister wurde zum insgesamt fünften Mal in der Vereinsgeschichte Zagłębie Sosnowiec. Unia Oświęcim stieg in die 2. Liga ab.

## Mannschaften
| Oświęcim |

| Tychy |

| Sosnowiec |

| Katowice |

| Gdańsk |

| Cracovia |

| Nowy Targ |

| Bytom |

| Łódź |

| Janów |

| Oświęcim |

| Tychy |

| Sosnowiec |

| Katowice |

| Gdańsk |

| Cracovia |

| Nowy Targ |

| Bytom |

| Łódź |

| Janów |

## Modus
Zunächst verbrachten die zehn Mannschaften eine gemeinsame Hauptrunde. Die sechs bestplatzierten Mannschaften qualifizierten sich für die Finalrunde, deren Teilnehmer sich alle für die Playoffs qualifizierten, in denen der Meister ausgespielt wurde. Die übrigen vier Mannschaften bestritten eine Qualifikationsrunde, deren beiden Erstplatzierten sich ebenfalls für die Playoffs qualifizierten. Die beiden Letztplatzierten der Qualifikationsrunde trafen anschließend in einem Entscheidungsspiel um den Klassenerhalt aufeinander. Die Ergebnisse aus der Hauptrunde wurden in die Final- bzw. Qualifikationsrunde übernommen. Für einen Sieg erhielt jede Mannschaft zwei Punkte, bei einem Unentschieden gab es einen Punkt und bei einer Niederlage null Punkte.

## Finalrunde
|    | Klub               | Sp | S  | U | N  | Tore    | Punkte |
| -- | ------------------ | -- | -- | - | -- | ------- | ------ |
| 1. | Zagłębie Sosnowiec | 28 | 18 | 5 | 5  | 154:92  | 41     |
| 2. | Polonia Bytom      | 28 | 19 | 2 | 7  | 162:54  | 40     |
| 3. | Podhale Nowy Targ  | 28 | 19 | 2 | 7  | 142:70  | 40     |
| 4. | Naprzód Janów      | 28 | 11 | 4 | 13 | 105:110 | 26     |
| 5. | KS Cracovia        | 28 | 11 | 3 | 14 | 105:134 | 25     |
| 6. | GKS Tychy          | 28 | 9  | 5 | 14 | 90:116  | 23     |

Sp = Spiele, S = Siege, U = unentschieden, N = Niederlagen, OTS = Overtime-Siege, OTN = Overtime-Niederlage, SOS = Penalty-Siege, SON = Penalty-Niederlage

## Qualifikationsrunde
|     | Klub                | Sp | S  | U | N  | Tore    | Punkte |
| --- | ------------------- | -- | -- | - | -- | ------- | ------ |
| 7.  | ŁKS Łódź            | 30 | 13 | 3 | 14 | 111:143 | 29     |
| 8.  | Stoczniowiec Gdańsk | 30 | 10 | 6 | 14 | 102:133 | 26     |
| 9.  | GKS Katowice        | 30 | 9  | 4 | 17 | 119:154 | 22     |
| 10. | Unia Oświęcim       | 30 | 7  | 2 | 21 | 99:183  | 16     |

Sp = Spiele, S = Siege, U = unentschieden, N = Niederlagen, OTS = Overtime-Siege, OTN = Overtime-Niederlage, SOS = Penalty-Siege, SON = Penalty-Niederlage

## Playoffs

### Viertelfinale
- Zagłębie Sosnowiec – Stoczniowiec Gdańsk 2:0 (6:3, 5:3)
- Naprzód Janów – KS Cracovia 2:0 (3:0, 6:0)
- Polonia Bytom – ŁKS Łódź 2:0 (7:1, 3:2 n. P.)
- Podhale Nowy Targ – GKS Tychy 2:0 (8:1, 2:1)

### Halbfinale
- Zagłębie Sosnowiec – Naprzód Janów 2:0 (9:8, 6:5)
- Polonia Bytom – Podhale Nowy Targ 2:1 (4:2, 3:4, 3:2)

### Finale
- Zagłębie Sosnowiec – Polonia Bytom 2:0 (6:1, 5:3)

## Platzierungsspiele

### Serie um Platz 7
- ŁKS Łódź – Stoczniowiec Gdańsk 1:2 (4:2, 4:8, 7:9)

### Serie um Platz 5
- KS Cracovia – GKS Tychy 1:2 (7:4, 5:8, 4:7)

### Serie um Platz 3
- Podhale Nowy Targ – Naprzód Janów 2:0 (5:2, 6:2)

## Spiel um den Klassenerhalt
- GKS Katowice – Unia Oświęcim 2:0 (6:0, 9:2)